# Mộngmee
Mộngmee (viết cách điệu là MỘNGMEE) là đĩa mở rộng đầu tiên của nữ ca sĩ người Việt Nam Amee, được công ty giải trí St.319 Entertainment phát hành vào ngày 3 tháng 8 năm 2024. Amee thực hiện Mộngmee cùng đội ngũ S-Hube gồm các nhà sản xuất Hứa Kim Tuyền, DuongK, TDK, Trid Minh, Wokeup và 2pillz trong vòng hai năm trước khi ra mắt, riêng Minh Maximum thực hiện khâu kỹ thuật âm thanh. EP từng bị trì hoãn phát hành cho đến khi được nhiều người, bao gồm cả nghệ sĩ Việt Nam, phát động trào lưu "giải cứu Amee" trên mạng xã hội.
Mộngmee là một EP thuộc thể loại nhạc pop Việt Nam, điện tử, R&B và hip hop gồm có năm bài hát: "Mộng yu", "Cuộc gọi lúc nửa đêm", "Beautiful Nightmare (Interlude)", "Miền mộng mị" và "2000 câu hỏi vì sao". Chất liệu của EP có sự tương phản với Dreamee (2020) khi thể hiện nét trưởng thành và nhạy cảm hơn của Amee, đồng thời mang lại không gian ban đêm và âm thanh huyền ảo vô thực. Nội dung các bài hát trong Mộngmee kể về trải nghiệm của một cô gái ở độ tuổi trưởng thành từ mối quan hệ, nỗi lo lắng trong tình yêu đến sự chữa lành bản thân.
Để quảng bá Mộngmee, Amee lên một lịch trình ra mắt bao gồm đăng tải hé lộ trên mạng xã hội, tổ chức sự kiện nghe trước lẫn không gian âm nhạc và phục vụ thức uống chủ đề của EP. Mộngmee nhận về những đánh giá nhìn chung là tích cực từ nhiều khán giả và nhà báo. Họ khen ngợi Amee có sự thay đổi đáng kể từ phong cách âm nhạc đến hình ảnh trong EP, nhờ vào việc cô và đội ngũ St.319 đã nghiêm túc và trưởng thành trong thực hiện sản phẩm chất lượng từ phần nghe đến phần nhìn. Mộngmee được đề cử ở hạng mục EP/Album của năm tại WeChoice Awards 2024.

## Bối cảnh
Amee sớm thành công sau khi ra mắt với vai trò nghệ sĩ âm nhạc đại chúng Việt Nam. Cô khởi đầu từ màn hợp tác cùng B Ray trong "Ex's Hate Me" (2019), sau đó phát hành Dreamee (2020) và lên xu hướng với các ca khúc trong album. Amee còn gặt hái được nhiều giải thưởng và đề cử như giải thưởng Cống hiến, Làn Sóng Xanh, giải MAMA và Zing Music Awards. Tuy nhiên, giọng hát của nữ ca sĩ luôn là vấn đề được nhiều người quan tâm và mong muốn cô cải thiện. Họ cho rằng mặc dù sở hữu chất giọng "dễ thương" dễ nhận biết nhưng kỹ thuật của Amee còn chưa tốt khi vẫn hát hụt hơi và phát âm không rõ lời.
—Amee, 2024
Đến đầu năm 2022, Amee bắt đầu hoạt động âm thầm hơn và không ra mắt sản phẩm âm nhạc riêng. Cô chỉ phát hành các ca khúc quảng cáo nhãn hàng, đi trình diễn tại các lễ hội và chương trình, hoặc kết hợp với những nghệ sĩ khác. Việc Amee chưa ra mắt album mới nào trong bốn năm kể từ Dreamee đã khiến giới mộ điệu cảm thấy mất kiên nhẫn. Sau khi Amee phát hành bản hát lại "Trái đất ôm Mặt trời" cùng Kai Đinh và Grey D vào đầu tháng 7 năm 2024, một trào lưu kêu gọi công ty giải trí St.319 Entertainment đưa Amee trở lại với đường đua âm nhạc, hay còn gọi là chiến dịch "giải cứu Amee", bắt đầu lên xu hướng trên các nền tảng mạng xã hội như TikTok. Ngoài ra, từ khóa "freeAMEE" cũng trở nên thịnh hành, thu hút sự hưởng ứng từ nhiều nghệ sĩ khác như Trung Quân, Văn Mai Hương, Nicky (Monstar), Kai Đinh và B Ray.
Amee cho biết cô và St.319 đã ấp ủ dự án Mộngmee từ năm 2022 và ban đầu dự kiến phát hành vào năm 2023. Tuy nhiên, do những thay đổi về tâm lý của cô nên đội ngũ quản lý đã quyết định hoãn lịch phát hành EP và chờ cho đến khi nữ ca sĩ sẵn sàng về mặt tinh thần. Amee chia sẻ rằng cô đã trải qua một khoảng thời gian dài để nghỉ ngơi, tìm hiểu bản thân và cải thiện âm nhạc: "Đối với tôi, âm nhạc là liều thuốc, là tất cả điều kỳ diệu khiến tôi cảm thấy thăng hoa và giúp tôi vượt qua được những thăng trầm trong cuộc sống của mình. Khi làm việc cùng mọi người cho Mộngmee, tôi đã có rất nhiều cảm xúc, trải qua cả khóc lẫn cười trong phòng thu." Đến cuối tháng 7 năm 2024, Amee quyết định trở lại và ấn định thời điểm phát hành Mộngmee sau khi tất cả đã sẵn sàng, đánh dấu sự trở lại của cô sau khoảng hai năm vắng bóng trên đường đua âm nhạc.

## Sáng tác và chủ đề
Mộngmee được sản xuất bởi đội ngũ nhạc sĩ và nhà sản xuất âm nhạc S-Hube, do St.319 thành lập vào năm 2023, bao gồm Hứa Kim Tuyền, DuongK, TDK (Trần Dũng Khánh), Trid Minh, Wokeup, 2pillz và Minh Maximum. Trong đó, Minh Maximum đảm nhận toàn bộ phần kỹ thuật âm thanh. Phỏng vấn cùng Mực Tím, Amee cho biết cô đã phải làm việc sát cánh cùng S-Hube và chia sẻ những tâm tư suy nghĩ của mình về cuộc sống lẫn tình yêu, để đội ngũ có thể thấu hiểu và sản xuất sao cho chân thật, gần gũi nhất với con người của cô. Về hình ảnh, Amee tự bạch cô không theo đuổi những gam màu tươi sáng và ngọt ngào như lúc trước mà hướng về phía gam màu tối nhằm thể hiện sự sâu lắng, trưởng thành của bản thân. Cả Amee và Hứa Kim Tuyền đều so sánh chất liệu tương phản giữa Dreamee và Mộngmee. Họ bảo rằng nếu như album trước đó tràn đầy giấc mơ thiếu thời vào ban ngày thì EP sẽ thể hiện nét trưởng thành và nhạy cảm hơn của Amee, đồng thời mang lại không gian ban đêm và âm thanh huyền ảo vô thực.
Mộngmee là một đĩa mở rộng gồm năm bài hát: "Mộng yu", "Cuộc gọi lúc nửa đêm", "Beautiful Nightmare (Interlude)", "Miền mộng mị" và "2000 câu hỏi vì sao". Y My của tạp chí L'Officiel Vietnam cho rằng nửa đầu Mộngmee giữ chất liệu nhạc pop chủ đạo, trong khi biên tập viên Tăng Tú Hà từ VOH Online phân loại cho EP thuộc thể loại nhạc điện tử, R&B và hip hop. Amee xác nhận rằng "mộng mị" là cách đọc tên của EP, ý chỉ "những điều huyền ảo, siêu thực tựa như giấc chiêm bao." Theo tạp chí Đẹp, Mộngmee còn có nghĩa là "giấc mộng của Amee" và tựa đề này có sự liên kết với album Dreamee trước đó. Phan Thi Uyên của Công an nhân dân cho rằng cách đặt tên chơi chữ như vậy là nhằm "tỏ ra thời thượng và chất chơi". Nội dung các bài hát trong Mộngmee phản ánh trải nghiệm của một cô gái ở độ tuổi thứ 24 từ mối quan hệ, nỗi lo lắng trong tình yêu đến sự chữa lành bản thân.
Track đầu tiên mở đầu và kết lại bằng tiếng ukulele, "Mộng yu", đề cập đến trạng thái tương tư về người mình yêu với nội dung kể về một chàng trai luôn xuất hiện trong giấc mơ của một cô gái. Đoạn điệp khúc của "Mộng yu" mang âm hưởng nhạc Hàn Quốc, với phần chuyển đoạn cuối bài thuộc thể loại future bass đã "đẩy người nghe ra khỏi không gian bài hát". MCK thể hiện melodic rap cùng phần flow nhẹ nhàng theo phong cách "suy". Tuy lối thể hiện của Amee trong album vẫn giữ nguyên sự điệu đà và trách móc người yêu thường thấy nhưng ở "Cuộc gọi lúc nửa đêm", cô đã trở nên đanh thép hơn so với "Sao anh chưa về nhà" qua đoạn hook nối tiếp nhau. Bài hát thể hiện cảm xúc overthinking khi cô gái không biết người yêu làm gì, cô gọi điện thoại liên tục nhưng cô không nhận được hồi âm. Xuyên suốt "Cuộc gọi lúc nửa đêm", đội ngũ S Hube tận dụng âm thanh gọi điện thoại và hiệu ứng pixel để lần lượt tôn lên "sự tinh nghịch mới mẻ" của Amee và khai thác khía cạnh mới trong giọng hát của cô.
Sau một đoạn track ngắn "Beautiful Nightmare (Interlude)" thể hiện đa chất liệu âm nhạc với âm hưởng mới mẻ từ S Hube, "Miền mộng mị" là lời an ủi và sự chữa lành cho bản thân, đồng thời thể hiện sự nhạy cảm, nhiều suy tư và trưởng thành của cô gái. Âm thanh giai điệu guitar trữ tình trong bài được phối lại và đổi mới hoàn toàn theo phong cách thể loại dream pop và UK garage. CEO Aiden Nguyễn của St.319 cho biết ở ca khúc "Miền mộng mị", đội ngũ sản xuất EP đã xin phép nhạc sĩ Vĩnh Tâm để sử dụng sample từ ca khúc "Tình yêu tìm thấy" do nam ca sĩ Quang Vinh trình bày vào năm 2003. Mộngmee kết thúc bằng ca khúc "2000 câu hỏi vì sao", lấy đề tài sự yếu đuối và tự đối thoại với chính mình về một mối quan hệ đang bất ổn. Khi này, Amee gợi nhớ đến những cuốn sách cổ tích bằng giai điệu huyền ảo, và cô thể hiện nỗi băn khoăn bằng cách luôn đặt ra vô số câu hỏi với chàng trai. Bản phối "2000 câu hỏi vì sao" là sự kết hợp của tiếng trống, âm hưởng nhạc house và tiếng đom đóm trong đêm khiến cho cảm xúc của Amee được bộc lộ mãnh liệt. Nam Trần của Tri thức cảm nhận chung phần lớn ca khúc trong Mộngmee đều được đặt vào "không gian tối hơn và bass dày đặc hơn".

## Đĩa đơn
Đĩa đơn mở đường "Mộng yu" được phát hành cùng ngày với EP Mộngmee vào ngày 3 tháng 8 năm 2024. Ca khúc nhanh chóng trở thành xu hướng ngay cả khi chưa ra mắt do có sự hợp tác của rapper MCK. Tựa đề "Mộng yu" được biến tấu từ "mộng du", tức là "mơ về anh". Video âm nhạc của bài hát lấy chủ đề tiệm may gối cùng cảm hứng từ vị thần của những giấc mơ Morpheus. Nội dung kể về cô gái (Amee) thầm thích chàng trai (Nicky) và lẻn vào giấc mơ của đối phương. Tuy nhiên, chàng trai phát hiện kẻ đột nhập và biến mất, khiến cho giấc mơ đó sụp đổ và cô gái "rơi vào vùng không gian lẫn lộn giữa thực tại và giấc mơ."
Trước thành tích trên bảng xếp hạng phát trực tuyến cùng sự lan truyền trên TikTok, Amee công bố phát hành "Cuộc gọi lúc nửa đêm" làm đĩa đơn thứ hai. Cô tổ chức một bữa tiệc sáng tạo nội dung trên TikTok, kéo dài từ ngày 22 đến ngày 31 tháng 8 năm 2024, và thu về hơn 200.000 video sử dụng âm thanh bài hát này. Vào lúc 21 giờ ngày 22 tháng 9 năm 2024, video âm nhạc phiên bản TikTok của "Cuộc gọi lúc nửa đêm" được phát hành trên cùng nền tảng. Đoạn phim có sự xuất hiện của nhiều người tham gia sự kiện sáng tạo nội dung trên TikTok cùng các nghệ sĩ giải trí Việt Nam như Kiều Minh Tuấn, Ninh Dương Lan Ngọc, Trang Pháp, Nguyễn Trần Khánh Vân và Nguyễn Lê Bảo Ngọc. Đến 23 giờ 11 phút ngày 25 tháng 9 năm 2024, MV của "Cuộc gọi lúc nửa đêm" chính thức được phát hành trên YouTube. Nội dung lấy giao diện dọc của một chiếc điện thoại, thể hiện câu chuyện giữa cô gái (Amee) và chàng trai (Wokeup) thông qua các bài đăng trên mạng xã hội và những hoạt động giải trí thường ngày, xen lẫn với phần hình ảnh hoạt hình lấy cảm hứng từ những trò chơi điện tử.

## Phát hành và quảng bá

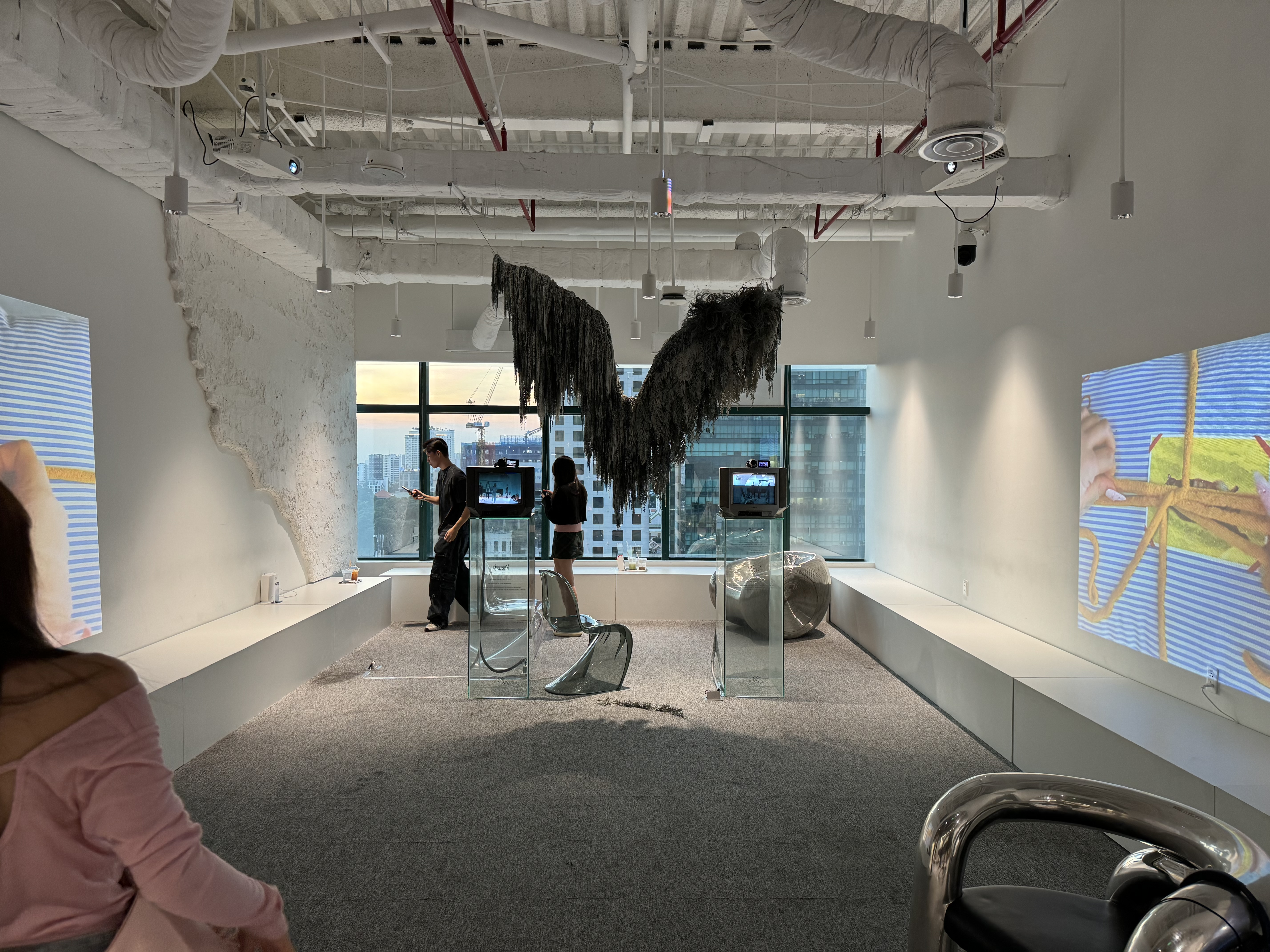
Không gian âm nhạc Mộngmee: The Pop-Up Experience tại thành phố Hồ Chí Minh.

Nhiều nhà báo nhận định rằng bức ảnh bìa Mộngmee, đăng tải lên mạng xã hội vào ngày 29 tháng 7 năm 2024, được lấy cảm hứng từ vũ công ballet trong bộ phim Thiên nga đen. Hình ảnh này là ý tưởng từ giám đốc sáng tạo của EP, nhằm thể hiện hai mảng sáng và mảng tối trong tâm hồn của một con người. Amee tiết lộ cô từng học múa ba lê từ nhỏ và đây là dịp cô thể hiện trở lại ở ảnh bìa Mộngmee. Vào lúc 14 giờ ngày 30 tháng 7, Amee tổ chức một bữa tiệc nghe nhạc trước tại thành phố Hồ Chí Minh. Người thân của cô cùng nhiều nghệ sĩ như Karik, Quỳnh Anh Shyn, Grey D, Nam Phùng, B Ray và Võ Ngọc Trai đều đến tham dự buổi nghe thử Mộngmee.
Toàn bộ EP được phát hành trên các nền tảng nhạc số vào lúc 0 giờ ngày 3 tháng 8. Phiên bản vật lý của EP được mở đặt trước vào lúc 18 giờ ngày 4 tháng 8 với giá 350.000 đồng trên Hãng đĩa thời đại, trong đó 319 đơn hàng thanh toán thành công đầu tiên được tặng một photocard. Từ ngày 3 tháng 8 đến ngày 9 tháng 8, một khu triển lãm liên quan đến quá trình sáng tạo và cũng là nơi phục vụ thức uống chủ đề Mộngmee, với tên gọi là The Pop-Up Experience, được tổ chức tại Diamond Plaza (thành phố Hồ Chí Minh) trong khung giờ từ 17 giờ đến 21 giờ. Amee đã chọn ra 10 người tham gia sự kiện điểm danh may mắn nhất để tặng đĩa vật lý Mộngmee. Ngày 17 tháng 8 năm 2024, định dạng âm thanh Dolby Atmos cho EP chính thức được cập nhật trên nền tảng Apple Music.

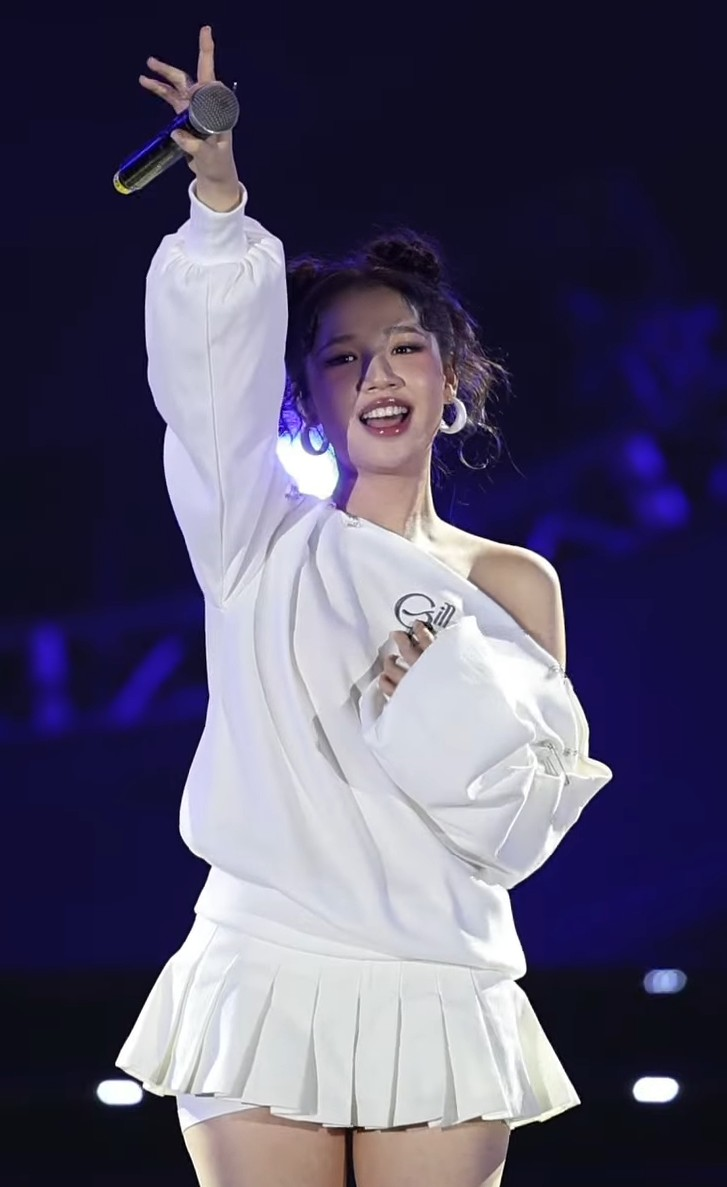
Amee (hình) biểu diễn "Cuộc gọi lúc nửa đêm", một ca khúc trong Mộngmee, tại trường Đại học Đại Nam, Hà Nội.

Ngày 23 tháng 8 năm 2024, Amee tham gia chia sẻ cảm nghĩ về EP trên Artist's Story của Zing MP3. Đến ngày 22 tháng 9 năm 2024, Mộngmee phiên bản vật lý chính thức được phát hành và phần quà đặt trước được điều chỉnh thành hai photocard dành tặng cho 1000 đơn đặt hàng đầu tiên. Vào lúc 10 giờ ngày 13 tháng 10 năm 2024, Amee tổ chức một buổi họp mặt người hâm mộ tại thành phố Hồ Chí Minh. Tại sự kiện, cô biểu diễn, trả lời các câu hỏi từ khán giả và ký tặng cho những người hâm mộ đã đặt mua phiên bản vật lý Mộngmee.
Sau một ngày phát hành ở định dạng kỹ thuật số, Mộngmee đứng đầu bảng xếp hạng album Apple Music và iTunes Store tại Việt Nam. Toàn bộ bài hát trong EP đều lọt vào top 10 bảng xếp hạng Apple Music. Một số từ khóa liên quan đến Mộngmee lên top xu hướng tìm kiếm trên các nền tảng mạng xã hội, với hàng nghìn lượt bình luận sôi nổi xoay quanh phần hình ảnh và âm nhạc trong EP. Sau ba ngày phát hành, Mộngmee thu về 2 triệu lượt phát trên Spotify và nhanh chóng vươn lên bảng xếp hạng album Apple Music tại nhiều quốc gia trên thế giới như Úc, Canada, Cộng hòa Séc, Phần Lan, Ireland, New Zealand và Singapore.

## Nhận xét và đánh giá
Qua Mộngmee, nhiều khán giả và nhà báo đều để ý Amee có sự thay đổi đáng kể từ phong cách âm nhạc đến hình ảnh, nhờ vào việc cô và đội ngũ St.319 đã nghiêm túc và trưởng thành trong thực hiện sản phẩm chất lượng từ phần nghe đến phần nhìn. Các nghệ sĩ Việt Nam như Văn Mai Hương, Ricky Star, B Ray và Grey D đều ủng hộ cho màn "rã đông" chất lượng và chỉn chu của Amee qua Mộngmee. Karik cho biết anh cảm thấy bất ngờ và ấn tượng với màn lột xác của nữ ca sĩ sau buổi nghe thử EP. Nhà báo Thượng Khải thuộc Tuổi Trẻ tuy nghi ngờ rằng trào lưu "giải cứu Amee" chỉ là một hình thức truyền thông nhưng anh vẫn khen ngợi Mộngmee được đầu tư "kỹ lưỡng, sở hữu giai điệu bắt tai" cùng "giọng hát ngọt ngào" của Amee.
Tăng Tú Hà từ VOH Online bảo rằng EP đã thể hiện tính trưởng thành trong phong cách âm nhạc của Amee khi không chỉ "ngọt ngào dễ thương mà còn khai thác sâu hơn vào những khía cạnh tâm lý phức tạp của tình yêu." Trên Sài Gòn Giải Phóng, Tiểu Tân so sánh điểm giống nhau giữa Mộngmee và album đầu tay của Amee rằng "dù ở gam màu rực rỡ hay trầm ấm, hai dự án lớn trong sự nghiệp của nữ ca sĩ với sợi dây liên kết thú vị là giấc mơ, đều cho thấy con người thật của cô trong từng giai đoạn cuộc sống." Tuấn Anh từ Elle Man Việt Nam nhận xét rằng điểm nhấn lớn nhất của dự án này nằm ở khía cạnh sản xuất, vừa thể hiện được dấu ấn cá nhân vừa thể hiện "một sự hồi cố nhưng kịp xu thế, từ đó làm nên đĩa nhạc với sức trẻ và hơi thở mới mẻ."
Nam Trần của Tri thức cho biết trong Mộngmee, tuy Amee không cải thiện khả năng hát rõ lời quá nhiều nhưng cô cho thấy bản thân vẫn là "một cô thiếu nữ mơ mộng, trong sáng, còn có rất nhiều thứ, nhiều góc độ khác nhau mà cô có thể khai thác được, và có thể dùng nó để mở rộng thêm chất liệu âm nhạc cho mình." Viết cho Elle Việt Nam, Nam Lê và Phúc Logic đánh giá EP trái chiều và bảo rằng mặc dù Mộngmee chưa đạt đến đỉnh cao hay còn vụng về trong sản xuất nhưng Amee cùng S Hube đã cho thấy sự đầu tư của mình về mặt âm nhạc. Về mặt tổng thể của EP, Y My phía L'Officiel Vietnam đánh giá "Mộng yu" là ca khúc "sáo mòn hơn là mới mẻ" do lồng ghép quá nhiều phong cách. Đắc Hoàng và Thảo Ngân của Hoa Học Trò cũng nhận định "Mộng yu" là ca khúc yếu nhất trong Mộngmee do sử dụng future bass kém ưa chuộng. Họ cho rằng cái bóng quá lớn của Dreamee sẽ khiến EP khó mà "không bị đặt lên bàn cân so sánh". Tuy nhiên, cả hai đồng tình chọn "Miền mộng mị" là track tiêu biểu của Mộngmee.

## Giải thưởng
| Năm  | Lễ trao giải         | Hạng mục         | Kết quả | Nguồn         |
| ---- | -------------------- | ---------------- | ------- | ------------- |
| 2025 | WeChoice Awards 2024 | EP/Album của năm | Đề cử   | [ 66 ] [ 67 ] |

## Danh sách bài hát
| Mộngmee          | Mộngmee                           | Mộngmee           | Mộngmee                         | Mộngmee    |
| STT              | Nhan đề                           | Sáng tác          | Sản xuất âm nhạc và phối khí    | Thời lượng |
| ---------------- | --------------------------------- | ----------------- | ------------------------------- | ---------- |
| 1.               | "Mộng yu" (hợp tác với MCK)       | Hứa Kim Tuyền MCK | Hứa Kim Tuyền TDK 2pillz Wokeup | 3:22       |
| 2.               | "Cuộc gọi lúc nửa đêm"            | Hứa Kim Tuyền     | 2pillz TDK                      | 3:02       |
| 3.               | "Beautiful Nightmare (Interlude)" | Trid Minh         | Wokeup DuongK                   | 0:51       |
| 4.               | "Miền mộng mị"                    | Hứa Kim Tuyền     | Wokeup TDK Vĩnh Tâm             | 2:46       |
| 5.               | "2000 câu hỏi vì sao"             | Trid Minh         | 2pillz DuongK                   | 3:36       |
| Tổng thời lượng: | Tổng thời lượng:                  | Tổng thời lượng:  | Tổng thời lượng:                | 13:37      |

## Đội ngũ thực hiện
Đội ngũ thực hiện được lấy từ danh đề kết thúc của video lời bài hát toàn bộ album Mộngmee trên YouTube.
St.319 Entertainment
- Điều hành sản xuất – Aiden Nguyễn
- CEO – Aiden Nguyễn, Ngọc Phạm
- Trưởng phòng chiến lược nghệ sĩ – Việt Nữ
- Quản lý dự án – Ken Hoàng Huy
- Giám đốc PR – Việt Nữ
- Hỗ trợ PR – Hạnh Moon
- Giám đốc truyền thông – Ken Hoàng Huy, Việt Anh
- Quản lý truyền thông xã hội – Hải Dương
- Quản lý TikTok – Lê Đình Thủy
- Biên tập viên truyền thông – Phương Ngân
- Hỗ trợ truyền thông – Hoàng Oanh, Đoàn Thanh, Bảo Ngọc, Tuấn Minh, Phạm Hoàng, Quỳnh Anh Nguyễn, Huỳnh Đức
- Quản lý nghệ sĩ – Ngọc Như

Đội ngũ sản xuất âm nhạc S-Hube
- CEO – Aiden Nguyễn, Đông Âu
- Tổng quản lý – Yến Phạm
- Quản lý dự án – Phương Nam, Hồng Gấm
- Giám đốc âm nhạc – Hứa Kim Tuyền, TDK, Aiden Nguyễn
- Sản xuất âm nhạc – Hứa Kim Tuyền, TDK, DuongK
- Nhạc sĩ sáng tác bài hát – Hứa Kim Tuyền, Trid Minh
- Phối khí – 2pillz, Wokeup, DuongK, TDK, Vĩnh Tâm
- Viết rap – MCK
- Sản xuất giọng hát – TDK, Hứa Kim Tuyền, Trid Minh
- Kỹ thuật âm thanh – Minh Maximum
- Thu âm – Đạt J (S Record)
- Kế toán trưởng – Tuyền Đặng

Đội ngũ hậu trường Sundar
- CEO – Aiden Nguyễn, Ngọc Phạm
- Giám đốc sáng tạo – Aiden Nguyễn
- Giám đốc hình ảnh – Aiden Nguyễn, Ngọc Phạm
- Tổng quản lý – Linh Lương
- Hỗ trợ hình ảnh – Kyler K, Anh Khoa, Kiên Đức Nguyễn, Quang Minh
- Hỗ trợ sáng tạo – Kyler K, Đại Trần, Nguyễn Anh Hào
- Tạo mẫu – Vĩnh Khoa, Pinke P (Sundar Haus)
- Hỗ trợ tạo mẫu – Huỳnh Hải Đăng
- Trang điểm – Đặng Trí Viễn, Cao Quý Dương
- Giám đốc đồ họa nghệ thuật – Tuấn Maxx
- Thiết kế đồ họa – Tuấn Maxx, Trâm Phạm
- Biên tập video & chuyển động – Hiếu Hoàng
- Nhiếp ảnh – Nguyễn Anh Hào
- Hỗ trợ nhiếp ảnh – Aaron Simon, Jason
- Chiếu sáng – Hy Vương, Trung Thống
- Kế toán trưởng – Đồng Bảo Long

## Lịch sử phát hành
| Khu vực  | Ngày                | Định dạng                       | Hãng                 | Tham khảo |
| -------- | ------------------- | ------------------------------- | -------------------- | --------- |
| Nhiều    | 3 tháng 8 năm 2024  | Phát trực tuyến tải kỹ thuật số | St.319 Entertainment | [ 45 ]    |
| Nhiều    | 17 tháng 8 năm 2024 | Dolby Atmos                     | St.319 Entertainment | [ 53 ]    |
| Việt Nam | 22 tháng 9 năm 2024 | Đĩa CD                          | St.319 Entertainment | [ 55 ]    |